# Эррол, Леон
Леон Эррол (Леонс Эррол Симс, англ. Leonce Errol Sims; 3 июля 1881, Сидней — 12 октября 1951, Голливуд, Калифорния) — австралийский и американский актёр, комик, популярный в первой половине XX века благодаря участию в постановках на Бродвее и ролям в кинематографе. Принимал участие в нескольких сезонах успешного шоу «Безумства Зигфелда».

## Биография
Эррол родился в Сиднее, Австралия в семье Джозефа и Элизабет Симс. После средней школы изучал медицину в Сиднейском университете. Но после того, как он написал сценарий для ежегодного студенческого спектакля, поставил его и сыграл в нём главную роль, его интересы навсегда сместились в сторону шоу-бизнеса.
Эррол гастролировал по Австралии, Новой Зеландии, Великобритании и Ирландии, участвовал в самых различных театральных постановках, цирковых представлениях, водевилях. Он впервые приехал в США в 1898 г. в Сан-Франциско. Известно, что в 1905 году он руководил гастролирующей труппой водевиля в Портленде, штат Орегон. В этом коллективе начинал творческую карьеру известный в будущем комик Роско Арбакл. С 1908 года постоянно проживает в США (гражданство получил в 1914 г.)
Только в 1911 году Эррол добился широкого признания на Бродвее в Нью-Йорке, сыграв в этом сезоне в «Безумствах Зигфельда». Особенно успешными были сценки с уже легендарным тогда Бертом Уильямсом. Сестра Эррола Леда была подругой одной из звёзд шоу — Фанни Брайс (известной в последующем как «Смешная девчонка»), и также появлялась с братом в представлениях. 
Эррол участвовал в «Безумствах» ежегодно до 1915 года, когда он стал режиссёром шоу. Его партнёрами были комедийные актёры У. К. Филдс, Эд Уинн, а также Мэрион Дэвис.
Успешно сочетая выступления в театральных постановках и бродвейских шоу, Эррол достиг вершины успеха и стал признанным лидером жанра. В 1919 году он становится хедлайнером представления в одном из крупнейших театров Бродвея — Палас.
Эррол снял свою первую короткометражную комедию в 1916 году (она не была выпущена в прокат до 1921 года) для начинающего продюсера Джорджа Клейна. Артист покинул Бродвей и отправился в Голливуд, где снялся в романтической комедии «Салли» (англ. Sally, 1925). Исполнил одну из главных ролей в фильме Сэмюэля Голдвина «Одна небесная ночь» (англ. One Heavenly Night, 1931). Фильм успеха не имел, но Эррол зарекомендовал себя как характерный комедийный актёр. Его визитной карточкой была шаткая, нетвёрдая походка, он двигался как на резиновых ногах. Эта особенность успешно использовалась им при исполнении ролей пьяниц и выпивох.
В 1933 году Эррол работал в Columbia Pictures, где снялся в нескольких короткометражных комедиях. В Warner Bros. он участвовал в двух короткометражках: «Обслуживание с улыбкой» (англ. Service with a Smile, 1934) и «Доброе утро, Ева!» (англ. Good Morning, Eve!, 1934).

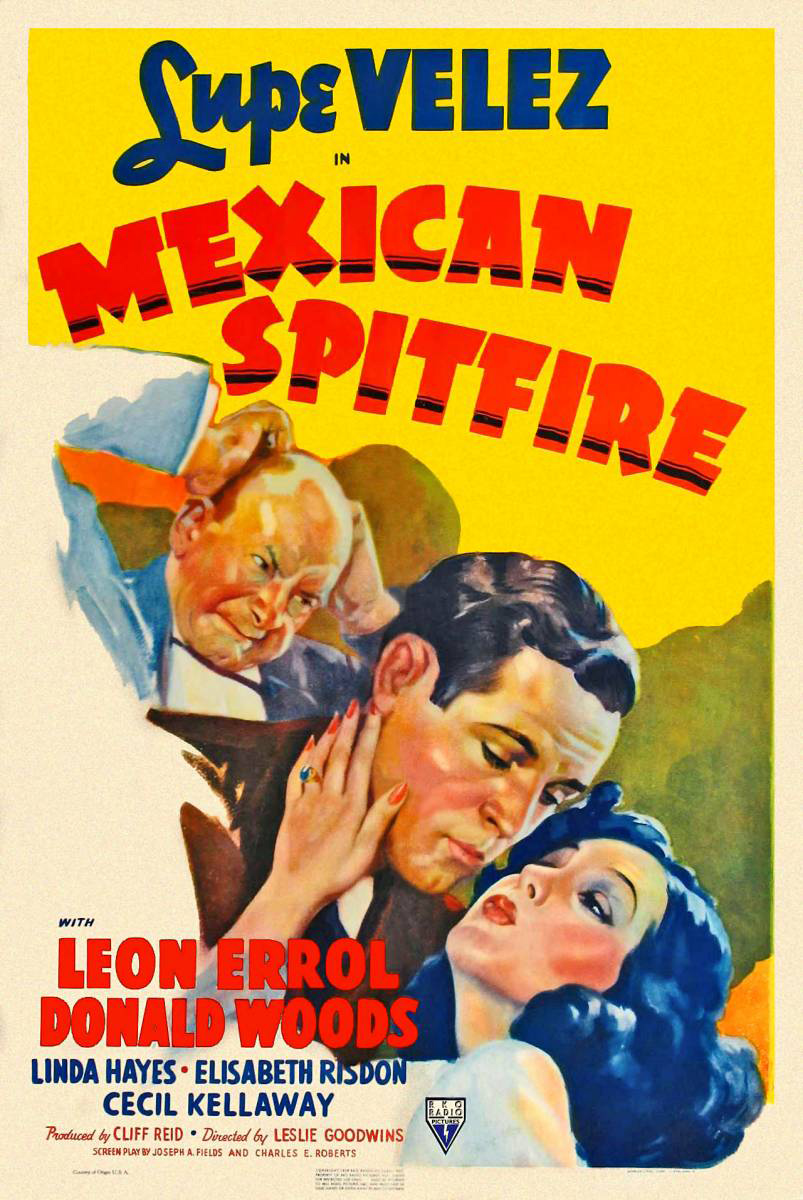
Афиша фильма «Мексиканская злючка»

В 1934 году Леон Эррол перешёл на RKO Radio Pictures, с которой продолжал сотрудничать до своей смерти в 1951 году. Он выпускал не менее 6 фильмов в год. Большинство из них были семейными фарсами, в которых Леон увлекался красивой девушкой, но попытки ухаживаний пресекались его женой (обычно в исполнении Дороти Грейнджер). Музыкальной темой этой серии фильмов стала детская песенка-считалка «Лондонский мост падает».
Леон Эррол запомнился экспрессивной игрой в фильме «Девушка из Мексики» (англ. The Girl from Mexico, 1939) и последовавших на волне его успеха серии «Мексиканская злючка» (рус. Mexican Spitfire, 1940–1943) с Лупе Велес в главной роли. Там он играет двух персонажей: приветливого дяди Мэтта и загадочного британского лорда Эппинга. После самоубийства актрисы компания RKO продолжала использовать созданные образы в производстве домашних комедий с Эрролом в главной роли. Самое известное появление Эррола вне сериалов — в комедии «Никогда не давай глупцу передышки» (англ. Never Give a Sucker an Even Break, 1941), выпущенной Universal Pictures, в которой в главной роли сыграл товарищ Эррола У. К. Филдс. Позже Universal задействовала Эррола ещё в 14 художественных фильмах.
«Лорд Эппинг возвращается» (Lord Epping Returns, 1951) — предпоследний фильм Эррола, повторивший его знаменитый образ и некоторые шутки, представленные в полнометражном фильме 1939 года «Мексиканская злючка».
RKO многократно повторяла фильмы Леона Эррола даже после его смерти. Старые комедии пользовались успехом на телевидении на протяжении всех 1950-х годов. 
Эррол женился на Стелле Шатлен в 1906 году в Денвере, штат Колорадо. Она умерла 7 ноября 1946 года в Лос-Анджелесе. Пять лет спустя Эррол перенес сердечный приступ и умер 12 октября 1951 года в возрасте 70 лет. Детей у пары не было.
У Эррола есть звезда на Аллее славы в Голливуде (Голливудский бульвар, 6801). Открыта 8 февраля 1960 года.